# Lutzberg (Berg)
Der Lutzberg ist eine 322,0 m hohe Erhebung und befindet sich am Südwestrand des Böller im Wartburgkreis in Thüringen.
Der Lutzberg wurde schon im  Hochmittelalter gerodet und wird bis in die Gegenwart landwirtschaftlich genutzt. Der Berg zählt mit dem westlich angrenzenden Kolmischer Berg zu den Grenzpunkten des mittelalterlichen Gerstengaus. An seiner Flanke verläuft eine der wichtigsten Altstraßen durch den Eisenacher Grund, die über den Weiler Lutzberg weiter nach Unterellen führte, sie nutzte eine Furtstelle unweit der Wüstung Steinau am jenseitigen Werraufer und stand unter dem Geleit der nur fünf Kilometer entfernten Brandenburg.
Nach der Wende wurde der historische Verlauf des Sallmannshäuser Rennsteig als regionaler Wanderweg rekonstruiert (Kennzeichen S). Mit Hilfe des Thüringer Forstamtes Gerstungen-Marksuhl wurden mehrere Schutzhütten und Rastplätze angelegt.